# Celia Weston
Celia Weston (Spartanburg, 14 december 1951) is een Amerikaanse actrice.

## Biografie
Weston heeft gestudeerd aan Salem College en aan de University of North Carolina School of the Arts, beide in Winston-Salem.

## Filmografie

### Films
- 2023 A Little Prayer - als Venida
- 2020 Quad - als Arlene Niskar
- 2020 The Secret: Dare to Dream - als Bobby
- 2019 Poms - als Vicki
- 2017 Freak Show - als Florence
- 2016 In the Radiant City - als Susan Yurley
- 2016 The Disappointments Room - als Marti
- 2015 The Intern - als Doris
- 2014 Adult Beginners - als Joy
- 2014 Goodbye to All That – als Joan
- 2013 Quad – als Arlene
- 2011 Demoted – als Jane
- 2010 Knight and Day – als Molly Knight
- 2010 The Extra Man – als Meredith Lagerfeld
- 2009 After.Life – als Beatrice Taylor
- 2009 The Box – als Lana Burns
- 2009 Observe and Report – als moeder
- 2009 Happy Tears – als buurvrouw
- 2007 The Invasion – als Ludmilla Belicec
- 2007 No Reservations – als mrs. Peterson
- 2007 Joshua – als Hazel Caim
- 2006 Return to Rajapur – als Melanie Parker
- 2005 Junebug – als Peg
- 2004 The Village – als Vivian Percy
- 2004 Infidelity – als Lois Montet
- 2003 Runaway Jury – als mrs. Brandt
- 2003 Undermind – als Lillian Hall / Mrs. Winter
- 2003 Hulk – als mrs. Krensler
- 2003 How to Lose a Guy in 10 Days – als Glenda
- 2003 Legally Blonde – als Ingrid Tolleson
- 2002 Far from Heaven – als Mona Lauder
- 2002 Igby Goes Down – als Bunny
- 2001 K-PAX – als Doris Archer
- 2001 Hearts in Atlantis – als Alana Files
- 2001 In the Bedroom – als Katie Grinnel
- 2000 Hanging Up – als Madge Turner
- 2000 Joe Gould's Secret – als Sarah
- 1999 The Talented Mr. Ripley – als tante Joan
- 1999 Snow Falling on Cedars – als Etta Heine
- 1999 Ride with the Devil – als mrs. Clark
- 1999 Getting to Know You – als flessenvrouw
- 1998 Celebrity – als Dee Bartholomew
- 1996 Flirting with Disaster – als Valerie Swaney
- 1995 Dead Man Walking – als Mary Beth Percy
- 1995 Unstrung Heroes – als Amelia
- 1991 Little Man Tate – als miss Nimvel
- 1989 Lost Angeles – als Felicia Doolan Marks
- 1988 A New Life – als Eleanor
- 1988 Stars and Bars – als Monika Cardew
- 1981 Honkey Tonk Freeway – als Grace

### Televisieseries
Uitgezonderd eenmalige gastrollen.
- 2022 Echoes - als Georgia Tyler - 4 afl.
- 2022 The Thing About Pam - als Shirley Neumann - 2 afl.
- 2020 Bless This Mess - als Dolores - 2 afl.
- 2020 Hunters - als Dottie - 4 afl.
- 2010 - 2016 Modern Family - als Barb Tucker - 5 afl.
- 2016 Vice Principals - als mrs. Libby - 2 afl.
- 2014 - 2015 American Horror Story: Freak Show - als Lillian Hemmings - 5 afl.
- 2010 – 2011 Memphis Beat – als Paula Ann Hendricks – 20 afl.
- 2003 Out of Order – als Carrie – 6 afl.
- 1981 – 1985 Alice – als Jolene Hunnicutt – 90 afl.
- 1980 Ryan's Hope – als Gloria D'Angelo – 2 afl.

## Theaterwerk opBroadway
- 2017 Marvin's Room - als Ruth
- 2000 True West – als moeder
- 1997 – 1998 The Last Night of Ballyhoo – als Reba Freitag
- 1996 Summer and Smoke – als Mrs. Bassett
- 1995 Garden District – als Mrs. Holly
- 1980 The Lady from Dubugue – als Lucinda
- 1979 – 1980 Loose Ends – als Maraya

- Biblioteca Nacional de España: XX4672217
- International Standard Name Identifier: 0000 0001 1799 9365
- Library of Congress Control Number: no2005107484
- Nationale Bibliotheek van Israël: 987007461343305171
- Virtual International Authority File: 1319149296226680670003